# Saint-Élie-de-Caxton
Pour les articles homonymes, voir Saint-Élie (homonymie).
Saint-Élie-de-Caxton [sɛ̃t‿eli də kakstən] est une municipalité du Québec située dans la municipalité régionale de comté (MRC) de Maskinongé en Mauricie, au Québec, au Canada.

## Toponymie

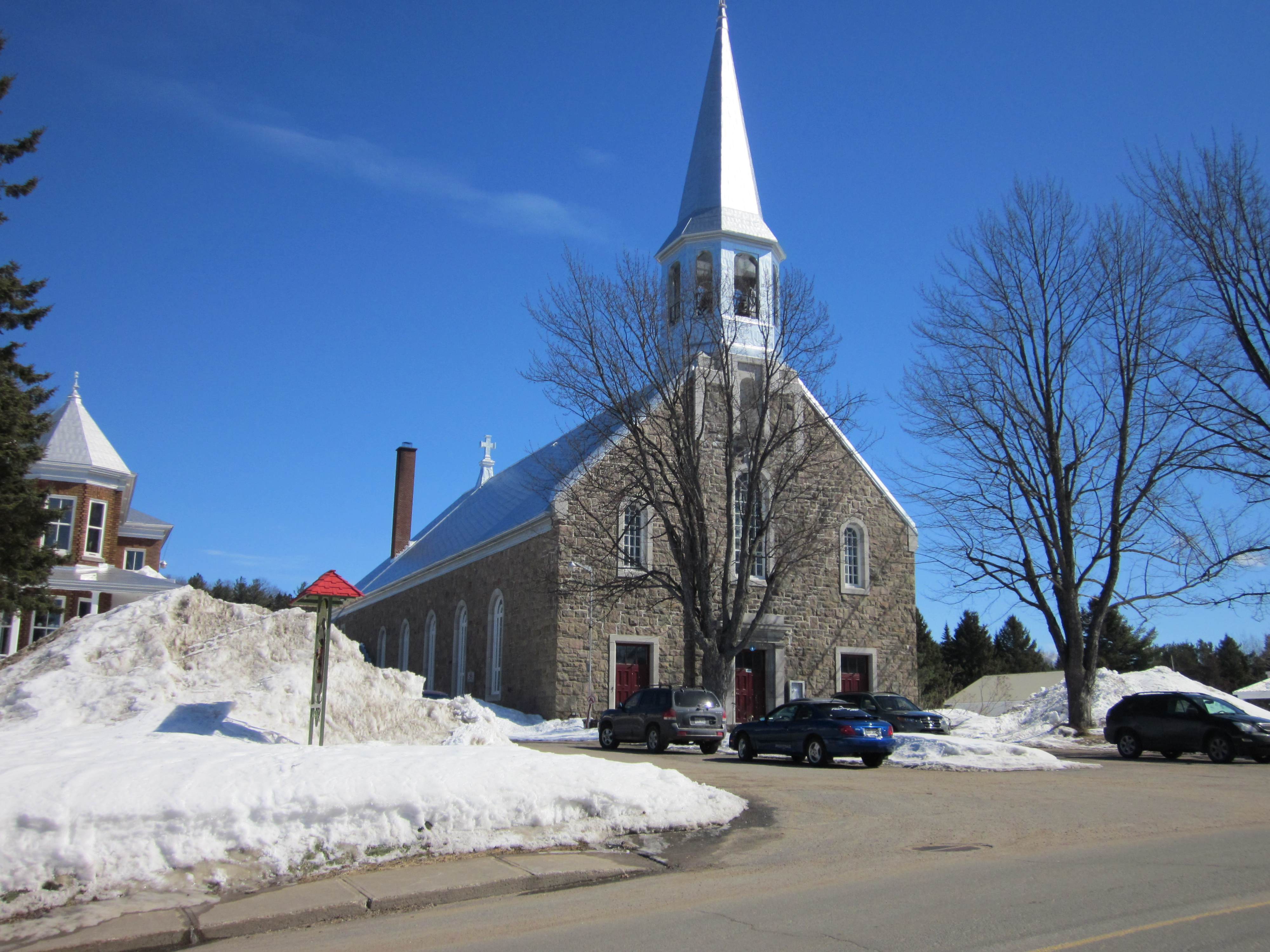
Église Saint-Élie

Le nom de Saint-Élie fait référence à Joseph-Élie-Sylvestre Sirois-Duplessis, le premier prêtre à desservir la paroisse récente. Il peut aussi faire référence au prophète Élie.
Le suffixe Caxton fait référence au canton cadastral proclamé en 1839 dont le nom rappelle un village d'Angleterre près de Cambridge.

## Histoire

### Chronologie
- 12 avril 1865 : La municipalité de paroisse de Saint-Élie est constituée à partir de 3 territoires non-organisés.
- 15 janvier 2005 : Saint-Élie change son nom pour municipalité de Saint-Élie-de-Caxton.

## Géographie
La rivière Yamachiche traverse le centre de la municipalité du nord au sud.

## Démographie
| 1991  | 1996  | 2001  | 2006  | 2011  | 2016  | 2021  | 2025  |
| ----- | ----- | ----- | ----- | ----- | ----- | ----- | ----- |
| 1 382 | 1 455 | 1 541 | 1 676 | 1 758 | 1 836 | 1 934 | 2 060 |

## Administration
Les élections municipales se font en bloc pour le maire et les six conseillers.
| Saint-Élie-de-Caxton Maires depuis 2001                                                                              |                    |                         |          |
| Élection | Maire              | Qualité                 | Résultat |
| 2001 | Agathe L.-Lampron  |                         | Voir     |
| 2005 | André Garant       |                         | Voir     |
| 2009 | André Garant       | Voir                    |          |
| 2013 | Réjean Audet       |                         | Voir     |
| 2017 | Robert Gauthier    |                         | Voir     |
| 2021 | Gina Lemire        | Démissionnaire          | Voir     |
| sept. 2022 | Christiane Forcier | Mairesse suppléante     | Voir     |
| juin 2023 | Charline Plante    | Conseillère (2013-2020) | Voir     |
| Élection partielle en italique Depuis 2005, les élections sont simultanées dans toutes les municipalités québécoises |                    |                         |          |

## Natifs célèbres
Dans ce village est né le célèbre conteur québécois Fred Pellerin. Ce dernier, à travers ses récits drôles et poétiques qui se déroulent intégralement à Saint-Elie-de-Caxton et ses environs, a donné une notoriété internationale à ce petit village.

## La traverse de lutins
Saint-Élie-de-Caxton est la seule ville au Québec à posséder une affiche officielle du ministère des Transports (MTQ) qui informe les passagers de la route de faire attention à la traverse de lutins.